# Stepaniwka (rejon pokrowski)
Stepaniwka (ukr. Степанівка) – wieś na Ukrainie, w obwodzie donieckim, w rejonie pokrowskim, w hromadzie Kurachowe. W 2001 liczyła 46 mieszkańców, głównie rosyjskojęzycznych.